# Milton (North Carolina)
Milton is een plaats (town) in de Amerikaanse staat North Carolina, en valt bestuurlijk gezien onder Caswell County.
Beschermd gebouw is het Union Tavern.

## Demografie
Bij de volkstelling in 2000 werd het aantal inwoners vastgesteld op 132.
In 2006 is het aantal inwoners door het United States Census Bureau geschat op 125, een daling van 7 (-5,3%).

## Geografie
Volgens het United States Census Bureau beslaat de plaats een oppervlakte van
1,0 km², geheel bestaande uit land. Milton ligt op ongeveer 178 m boven zeeniveau.

## Plaatsen in de nabije omgeving
De onderstaande figuur toont nabijgelegen plaatsen in een straal van 36 km rond Milton.